# ルーサー・ホワイティング・メーソン
ルーサー・ホワイティング・メーソン（Luther Whiting Mason, 1818年4月3日 - 1896年7月14日）は、アメリカ合衆国の音楽教育者。明治初期に日本政府が招聘したお雇い外国人の一人であり、1880年（明治13年）3月から1882年（明治15年）7月まで文部省音楽取調掛で西洋音楽の指導を行った。

## 来歴
ルーサー・メーソンは、メイン州のターナー生まれ。1838年から1840年までマサチューセッツ州のボストン音楽アカデミーでローウェル・メイスンに師事した。1838年の同校の夏季講習会 (teachers class and convention) ではローウェル・メイスンの基礎および教授法の講座、ジョージ・ジェームズ・ウェッブの和声の講座などを受講している。メイン州ゴーラム、ペンシルベニア州フィラデルフィア、デラウェア州ニューアーク、メリーランド州ボルチモアといったアメリカ各地で長年音楽の教師を勤め、1853年にケンタッキー州ルイビル、1856年にオハイオ州シンシナティ、1864年にボストンに移った。ニューアークではデラウェア・カレッジの芸術部門で英語と音楽を教えるとともに、同校で1年間学生として学んでいる。おもに独学で音楽教育を確立し、歌の収集を行い、音楽教科書と音楽の掛図を公刊し、音楽教育の革新に成功した。合衆国では主に初等音楽教育の第一人者であった。1864年から1879年のボストン滞在時代に、合衆国に留学していた文部省の伊沢修二に唱歌の指導をしたのが縁となり、1879年に明治政府に招聘された。1880年2月7日にサンフランシスコを出港し、同年3月2日に横浜に到着した。メーソンは文部省音楽取調掛の担当官（御用係）となった伊沢とともに、音楽教員の育成方法や教育プログラムの開発を行った。『小學唱歌集』にも関わった。日本にピアノとバイエルの『ピアノ奏法入門書』を持ち込んだのもメーソンである。上真行、奥好義、辻則承、鳥居忱、中村専、加藤錦子、幸田延、来日したハワイ王カラカウアらにピアノ、ヴァイオリン、オルガンなどを教えた。音楽取調掛の和声講義ではボストンのニューイングランド音楽院の教授スティーヴン・アルバート・エメリーに聴講者の解答を郵送し、メーソンより和声学の知識に勝るエメリーによる添削を講義に用いていた。メーソンは当時音楽取調掛に勤務していた岡倉覚三（天心）とも親しかったという。
メーソンは日本の西洋音楽教育の基礎を築いたのち、1882年7月14日に日本を離れた。メーソンは滞在の延長を望んだが、おもに予算の都合でその希望はかなえられなかった。
合衆国に帰国したメーソンは、ヨーロッパ各国を歴訪を4度行い、何百もの楽譜の収集と指導法の視察を行った。
帰国後も伊沢に書簡を送り、本格的なオーケストラ発展のためには、難しいオーボエやホルンの演奏家を養成すべきと説いている。
メーソンは1896年にメイン州バックフィールドで死去した。同年9月12日にメーソンの勲四等瑞宝章叙勲が決まりアメリカに同章が送られたが本人の死亡のため返送された。

## 関連文献
- Testimonial Given to Luther Whiting Mason on his Departure for Japan. Ginn & Heath, 1879.
- 遠藤宏著 『明治音楽史考』 有朋堂、1948年4月 ／ 大空社〈音楽教育史文献・資料叢書〉、1991年10月、ISBN 4872367057
- Kenneth Hartley. A Study ofthe Life and Works of Luther Whiting Mason. Florida State University, 1960.
- 山住正己著 『唱歌教育成立過程の研究』 東京大学出版会、1967年3月、ISBN 4130560719
- 東京芸術大学音楽取調掛研究班編 『音楽教育成立への軌跡』 音楽之友社、1976年7月
- 芸術研究振興財団、東京芸術大学百年史刊行委員会編 『東京芸術大学百年史 東京音楽学校篇第1巻』 音楽之友社、1987年10月、ISBN 4276006112
- Sondra Wieland Howe. Luther Whiting Mason : contributions to music education in nineteenth-century America and Japan. University of Minnesota, 1988.
- Sondra Wieland Howe. Luther Whiting Mason : international music educator. Harmonie Park Press, 1997.